# Der Eisbär (Musikprojekt)
Der Eisbär ist der Name eines deutsch-schweizerischen Musikprojektes, das im Frühjahr 2007 als Folgeerscheinung des internationalen Medienrummels um den im Berliner Zoo geborenen Eisbären Knut entstand. Produziert wird es von dem Berliner Mike Pyczak und dem Schweizer PJ Wassermann.

## Hintergrund
Pyczak und Wassermann, die gemeinsam einen Online-Vertrieb für unabhängige Musiker betreiben, hatten im Februar 2007 unter dem Eindruck des riesigen Medieninteresses an dem Schicksal des von seiner Mutter verstoßenen Jungbären die Idee, einen Song über Knut zu schreiben. Sie blieb aber zunächst liegen. Als Anfang März 2007 Pyczak seinem Kollegen einen Text zusandte, komponierte er auf seiner Gitarre binnen einer halben Stunde eine Melodie. Sie folgt – ähnlich wie andere Knut-Lieder – dem Muster eines einfachen Kinderliedes.
Gemeinsam nahmen die beiden den Song in Wassermanns Hypermusic-Studios in Hersberg auf. Nach der Veröffentlichung als Single erreichte der Song auf Anhieb die deutschen Charts. Von dem Erfolg der Single profitiert auch der Berliner Zoo, an den ein Teil der Verkaufserlöse geht.

## Diskografie
Singles
- 2007: Knut ist gut